# لنكس إيديشنس
لنكس إيديشنس (بالإسبانية: Lynx Edicions)‏ هي شركةُ نشرٍ إسبانية متخصصةٌ في علم الطيور وتاريخ طبيعي. تنشُر دليل طيور العالم، وهي سلسلةٌ مكونةٌ من 16 مجلدًا انتُهي منها في عام 2012 والتي توثق لأول مرة في عمل واحد صنفًا كاملًا من الحيوانات، حيث توضح وتعالج بالتفصيل جميع أنواع تلك الصنف. لم يتم الانتهاء من مثل هذا العمل الشامل من قبل لهذه المجموعة أو أي مجموعة أخرى في المملكة الحيوانية.
استكمالًا لدليل طيور العالم، وبهدف نشر المعرفة حول الطيور في العالم، بدأت لنكس إيديشنس في عام 2002 مجموعة إنترنت بيرد كوليكشن (IBC)، وهي مكتبة سمعية بصرية متاحة مجانًا على الإنترنت من لقطات لطيور العالم تسمح بنشر مقاطع فيديو وصور وتسجيلات توضح السمات البيولوجية المختلفة لكل الأنواع (مثل الأنواع الفرعية والريش والتغذية والتربية وما إلى ذلك)، وهو مجهود غير ربحي يقدمه أكثر من مئة مساهم حول العالم.
تتضمن الكتب الأخرى التي نشرتها هذه الشركة دليل ثدييات العالم (مشروع متعدد المجلدات مثل العمل على الطيور؛ بدأ العمل عليه في عام 2009)؛ الدليل الميداني لطيور مناطق مختلفة (ابتداءً من عام 2018)؛ وطيور جنوب آسيا، دليل ريبلي، الذي نُشر بالتعاون مع مؤسسة سميثسونيان.
تأسست لنكس إيديشنس في برشلونة من قبل رامون ماسكورت أميجو [الكتالانية]، وهو محامٍ وجامع أعمال فنية، وعالم الطبيعة جوردي سارجاتال [الكتالانية]، والطبيب الكاتب جوزيب ديل هويو [الكتالانية]. منذ عام 2002، يقع مقر الشركة في منطقة بيلاتيرا [الإنجليزية] في ساردانيولا ديل فاليس.

## روابط خارجية
- الموقع الرسمي